# Argot
Pour les articles ayant des titres homophones, voir Argo et Hargot.
Cet article possède un paronyme, voir largo.
Un argot est une variété linguistique spécifique à un groupe social ou socio-professionnel, qui permet de se différencier des non-initiés et de se créer une identité propre en utilisant des termes cryptiques,. Il s'agit d'un sociolecte qu'il faut distinguer du jargon, qui est propre aux représentants d'une profession ou d'une activité commune se caractérisant par un lexique spécialisé.

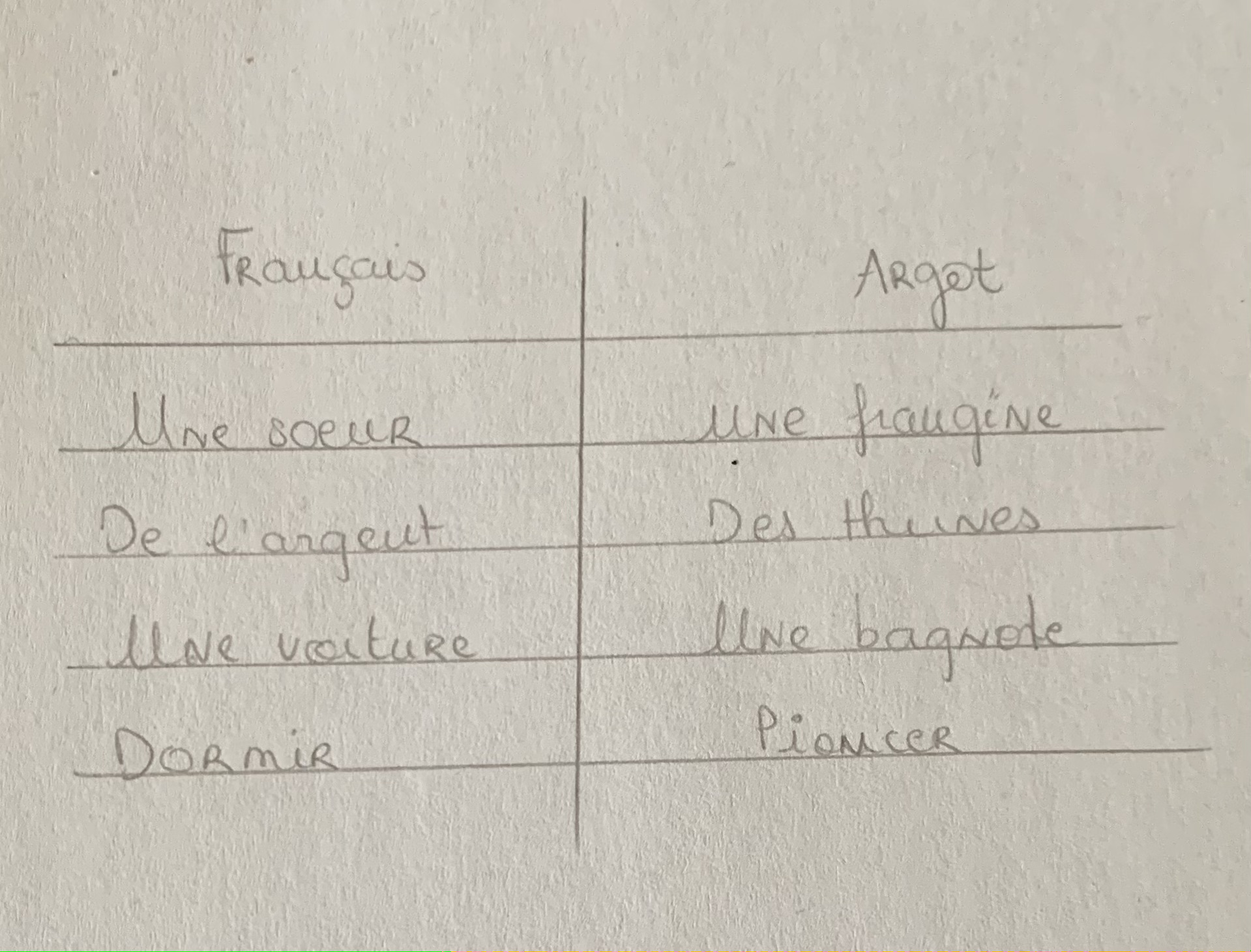
Voici quelques exemples de mots en français basique transformé en argot.

Il est possible que des termes argotiques perdent leurs fonctions cryptique et identitaire. Dans ces cas-là, il ne sera plus vraiment spécifique à un groupe mais surtout utilisé dans une visée ludique. Le nouvel argot qui s’en crée est dénommé « argot commun ». Les locuteurs et locutrices « jouent » à reproduire un parler largement connoté. En général, l’argot commun reprend du vocabulaire argotique « dépassé », abandonné par le groupe social qui en est l’origine dès qu’il a été compris par des tiers. Un exemple d’argot commun est le « français branché » des années 1980.

## Origines de l'argot
L'utilisation de l'argot est une façon de contourner les tabous instaurés par la société. Le langage courant témoigne d'une certaine retenue à évoquer certaines réalités explicitement. L'argot, mais aussi le langage familier, permet alors de désigner ces réalités par un langage détourné, dénué des connotations immédiates liées aux mots du registre habituel. Cela explique que le lexique argotique soit particulièrement riche dans certains domaines comme la sexualité, mais aussi la violence, les crimes et la drogue. Cette fonction de contournement des tabous est utilisée par l'argot commun dans le premier cas, par la pègre dans le second.
Il n'existe pas un, mais des argots (ou des parlures argotiques, pour reprendre l'expression de Denise François-Geiger et Jean-Pierre Goudaillier). Différents groupes sociaux ont développé, à des époques différentes, leur propre parler. L'importance des fonctions cryptique et identitaire varie entre les argots. On remarque que la tendance actuelle privilégie l'identitaire sur le cryptique : le français contemporain des cités en particulier a moins besoin de masquer son message que de marquer l'appartenance à son groupe et, par opposition, son rejet de la société préétablie. Mais l'usage de la langue corse, qui n'est pas un argot, reste pratiqué dans le milieu organisé insulaire à Paris, Marseille, etc. de façon à ne pas être compris des personnes non-Corses tout en resserrant le lien d'intimité entre les locuteurs sans que la société extérieure soit particulièrement rejetée. Les fonctions de l'argot peuvent donc être polymorphes.
Pour que les tiers soient maintenus dans l'incompréhension de la communication, l'argot doit constamment renouveler ses procédés d'expression, spécifiquement son lexique. L'existence de dictionnaires d'argot annule bien sûr toute l'efficacité des mots définis. De nombreux termes originaires de l'argot sont d'ailleurs passés dans le registre familier, voire dans le langage courant (par exemple, cambrioler et ses dérivés sont issus de l'argot cambriole « chambre »). Ainsi, certains mots ou expressions possèdent une foule de traductions argotiques, la palme revenant à des termes comme « argent », « femme » ou « faire l'amour » qui possèdent plus d'un millier d'équivalents en argot[réf. nécessaire].
En France, le concept apparaît au XIIIe siècle et est identifié en provençal sous le nom de « jargon ». L'un des premiers textes connus concernant un jargon de bandits est le dossier judiciaire du procès des Coquillards à Dijon en 1455. Le premier livre imprimé (Levet, 1489) des poèmes de François Villon utilise au XVe siècle l'expression « jargon et jobelin », puis au siècle suivant apparaissent « baragouin », « narquois » ou « blesquien », notamment. Le premier texte français entièrement centré sur la vie et le jargon des petits merciers et des gueux est publié à Lyon en 1596 chez Jean Jullieron. Il s'agit de La vie généreuse des Mercelots, Gueux et Boesmiens signé par Pechon de Ruby. Ce texte connaîtra cinq rééditions jusqu'en 1627 et sera à l'origine du développement de la littérature argotique. Il contient finalement un lexique de 150 mots de jargon blesquien qui évoluera d'une édition à l'autre. Ce n'est que vers 1630 que le mot argot apparaît, mais seulement avec le sens de « monde des mendiants » dans l'ouvrage publié par Ollivier Chereau, Le Jargon ou Langage de l'Argot reformé.

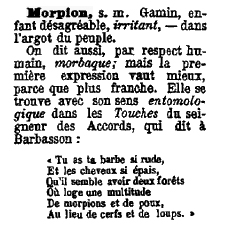
Définition du terme morpion dans le Dictionnaire de la langue verte d'Alfred Delvau.

En plus d'une abondante production lexicographique, la littérature a contribué à diffuser « la langue verte ». On peut citer : Essai sur l'argot (texte philosophique, linguistique et littéraire sur l’argot, les filles et les voleurs), 1834, d’Honoré de Balzac, les Mémoires de l'ex-bagnard Vidocq, Les Mystères de Paris d'Eugène Sue, Victor Hugo, (« L'argot est le verbe devenu forçat ! »), Les Mohicans de Paris de Dumas, et sous la Troisième République Émile Zola, Jean Richepin et sa Chanson des Gueux, Francis Carco, Céline, Édouard Bourdet et Jacques Perret. À travers ces ouvrages, c'est plutôt l'argot parisien qui est mis en lumière.
L'argot, qui renaît et se renouvelle sans cesse, a continué à évoluer dans les romans comme ceux d'Albert Simonin ou de Frédéric Dard dans la série San-Antonio, dans les dialogues de films avec Michel Audiard ou Alphonse Boudard, dans les chansons avec Pierre Perret, de Renaud ou dans les sketchs comiques de Coluche. Souvent associé à l'argot, Michel Audiard n'en appréciait pas la notion, préférant parler de « langage populaire » et trouvant le vocabulaire généralement qualifié d'argot « complètement inventé, complètement littéraire (...), je ne l'emploie jamais, j'emploie des expressions populaires, mais pas d'argot. Oui, dans Le cave se rebiffe, il y avait de l'argot, mais un argot complètement inventé. Si les gens du milieu parlaient comme j'écris, ils ne se comprendraient pas entre eux ».
Le verlan est un procédé argotique ancien qui s'est développé dans l'argot parisien des années 1950 et a pris un nouvel essor et de nouvelles formes dans les années 1970, notamment avec le langage contemporain des cités.

## Procédés d'élaboration de l'argot
Pour élaborer un parler qui lui est propre, un groupe social a recours à différents moyens. Le plus important est lexical : on associe d'ailleurs généralement l'argot uniquement à un vocabulaire particulier. Cependant, il peut y avoir également une modification de la syntaxe, même si elle est d'une bien moindre importance.
En fait, l'argot est toujours connu pour son vocabulaire, mais cela ne signifie pas qu'il suit les règles syntaxiques, grammaticales, phonétiques, pragmatiques... de la langue standard. La formation des phrases, la prononciation, l'intonation, la gestuelle... sont très différentes de la norme officielle et participent donc à la distinction du groupe. Néanmoins, les procédés autres que lexicaux utilisés par l'argot ne lui sont en général pas propres : il s'agit généralement de caractères du langage familier ou populaire.
Quant aux procédés d'élaboration lexicale, ils sont de deux types : soit sémantiques (modification et jeu sur les sens des mots), soit formels (création ou modification de mots). Lorsque l'élaboration lexicale est formelle, on assiste souvent à une déconstruction du langage courant : l'argot déforme, mélange, déstructure, découpe... les mots et enfreint les règles. Cette déconstruction laisse transparaître la volonté du groupe social de se démarquer en rejetant la société établie.
Les procédés décrits ici concernent l'argot français actuel, et plus particulièrement le français contemporain des cités.
- Procédé syntaxique
  - Changement de classe lexicale des mots : en général, il s'agit de l'utilisation d'un adjectif à la place d'un adverbe. Exemple : il assure grave pour « il assure vraiment pour ».
- Procédés lexicaux
  - Sémantiques
    - Métaphore : expression imagée qui désigne une chose.
    - Métonymie (y compris synecdoque) : désignation d'une chose par un de ses composants.
    - Polysémie et synonymie : jeux sur les multiples sens des mots.

  - Formels
    - Composition lexicale.
    - Dérivation ou resuffixation de mots existants au moyen de suffixes populaires (-ard, -asse, -oque, -ax, -ouille...). Exemples : connard et connasse dérivés de con, pourrave dérivé de pourraverie, pourrave, matos dérivé de matériel.
    - Apocope : troncation d'une ou plusieurs syllabes finales d'un mot. Exemples : pèt pour pète-sec", tox pour toxicité, toxicomanie, toxine.
    - Aphérèse: troncation d'une ou plusieurs syllabes initiales d'un mot. L'aphérèse, très rare jusqu'à présent en français, est particulièrement présente en français contemporain des cités. Exemples : blème, zik (après un passage par le verlan zikum" pour musique).
    - Redoublement, éventuellement après troncation, d'une syllabe. Exemple : zonzon
    - Néologisme
    - Systèmes de codage. Parmi ceux-là citons :
      - le verlan, procédé très utilisé depuis 1980. Exemples : keuf verlan de feuk" (via le passage par un stade disyllabique hypothétique keufli)
      - le javanais, consistant à rajouter le son av (ou tout autre son) entre les consonnes et les voyelles. Par exemple Marcel → Mavarçavel.
      - le louchébem (ou largonji), consistant à remplacer la consonne initiale par un L, et la reporter à la fin du mot avec une terminaison (initialement créé par les louchébems de Laripette). Boucher → loucherbem ; À poil → à loilpé. Le mot loufoque est entré dans le vocabulaire courant. Fou → loufoque

    - Siglaison : dénomination d'une réalité par un sigle, et éventuellement création de dérivés à partir de ce sigle.

- -     - Emprunts à d'autres langues. Exemples : maboul de l'arabe mahbûl « fou », bédo (joint) du tzigane, go (fille) du wolof.

Cette liste est inspirée de la classification de Marc Sourdot (opus cité ci-dessous).
L'ensemble de ces procédés relèvent de la relexification.

## Fonctions de l'argot
Selon certains, la fonction première de tout argot serait de chiffrer la communication, afin qu'un non-initié ne la comprenne pas. Des spécialistes du domaine comme Albert Dauzat ou Gaston Esnault se sont prononcés contre cette thèse. Pour G. Esnault, « Un argot est l'ensemble oral des mots non techniques qui plaisent à un groupe social » (définition du Dictionnaire historique des argots français de 1965). Autrement dit, s'il arrive qu'un locuteur emploie des mots d'argot pour éviter d'être compris par les non-initiés, cela ne signifie pas pour autant que le recours à des mots argotiques soit essentiellement motivé par une volonté de cryptage. L'histoire des dictionnaires de jargon et d'argot depuis les livrets populaires facétieux de Pechon de Ruby et d'Ollivier Chereau indique au contraire qu'il faut plutôt voir dans l'argot une recherche d'expressivité, que cela se fasse dans un groupe social particulier ou déborde largement la notion de groupe (quand le mot « argot » est synonyme de « langue verte »).

## Un exemple d'argot: le louchébem
Le louchébem – aussi connu sous la désignation « loucherbem » –, est une forme d’argot utilisée par les bouchers et bouchères traditionnels parisiens, représentant un groupe socio-professionnel. Comme tout autre argot, le louchébem provient de l'argot produit par les voleurs et bagnards du XIXe siècle. C’est le lexicographe Lorédan Larchey qui y sacrifie une entrée dans son dictionnaire d’argot, Les Excentricités du langage (1865) .
Le louchébem est un sous-système langagier en premier lieu appliqué à l’oral et non à l’écrit. Pour les locuteurs et locutrices de cet argot à clé, il s’agit d’un facteur identitaire essentiel : le domaine professionnel de la boucherie est menacé par des facteurs commerciaux différents (émergence des boucheries dans des supermarchés, personnes qui renoncent à la consommation de viande, etc.). Ainsi, les professionnels et professionnelles aimeraient préserver leurs différentes traditions, dont le louchébem .

## L'argot dans la culture
L'argot a une place importante dans la culture. Plus particulièrement, il est souvent employé en littérature pour créer un climat et un contexte, par exemple pour camper des personnages de truands ou simplement des personnes appartenant aux classes populaires. L'usage de l'argot est un procédé classique rencontré dans le roman policier. Par exemple Albert Simonin, auteur de la Trilogie de Max le Menteur, a accompagné son roman Ne Touchez pas au Grisbi d'un petit lexique argot-français pour faciliter la compréhension des lecteurs et lectrices. D'autres auteurs utilisent également l'argot, comme Frédéric Dard, Auguste Le Breton, Alphonse Boudard, Louis-Ferdinand Céline, Jean Hougron ou Vincent Ravalec.
L'argot des années 1940-50 est aussi le thème d'une œuvre parodique co-écrite par Alphonse Boudard et Luc Étienne et intitulée La Méthode à Mimile ou l'argot sans peine. Il s'agit d'une parodie de la Méthode Assimil dont le ressort comique est le contraste entre les expressions argotiques et leur traduction française, qui utilise un registre de langue particulièrement châtié.
L'argot est aussi présent dans la chanson. Par exemple, l'auteur et interprète Pierre Perret en a fait sa marque distinctive. L'argot peut même être l'élément principal de certaines chansons. Ainsi, Colette Renard énumère malicieusement les expressions les plus inventives de l'argot appliqué à l'acte sexuel dans sa chanson fétiche Les nuits d'une demoiselle. Il en va de même chez Les Frères Jacques qui ont basé leur chanson Le fric sur les mots d'argot désignant l'argent.